# Identità e Azione
IDeA - Popolo e Libertà, per esteso Identità e Azione - Popolo e Libertà, noto semplicemente come IDeA, è stato un partito politico italiano di centro-destra, fondato il 25 novembre 2015 da alcuni esponenti fuoriusciti dal Nuovo Centrodestra.
A seguito della fondazione di Italia al Centro, IDeA sopravvisse come entità parallela e sottostante, mentre l'attività politica e il tesseramento furono gestiti dal nuovo partito.

## Storia
Il 25 novembre 2015 un gruppo di parlamentari, capeggiati da Gaetano Quagliariello, esce dal Nuovo Centrodestra e annuncia la nascita della nuova formazione.

### La confluenza da Area Popolare in GAL
Il 10 dicembre i senatori Andrea Augello, Luigi Compagna, Carlo Giovanardi e Gaetano Quagliariello abbandonano quindi il gruppo Area Popolare (formato da NCD e UdC) e aderiscono al gruppo parlamentare Grandi Autonomie e Libertà.
Il 5 e 6 marzo 2016 viene indetta la prima conferenza politico-programmatica nazionale del Movimento, presso l'Auditorium di Via Rieti in Roma, intitolata "La nostra Idea".
Al Senato è presente nel gruppo Grandi Autonomie e Libertà, mentre alla Camera i suoi rappresentanti prendono parte alla componente USEI-Idea del Gruppo misto.

### La nascita diFederazione della Libertà
Il 18 maggio 2017 gli esponenti di IDeA al Senato della Repubblica (sino a quel momento iscritti al gruppo GAL) assieme ai senatori Giovanni Bilardi ed Ulisse Di Giacomo (fuoriusciti da Alternativa Popolare per passare all'opposizione), Michelino Davico (indipendente nel gruppo GAL) ed alle senatrici del gruppo misto Anna Cinzia Bonfrisco (del PLI) e Serenella Fucksia (ex M5S) costituiscono il gruppo parlamentare di centro-destra "Federazione della Libertà (IDeA-Popolo e Libertà, PLI)", inoltre, onde permettere la costituzione del medesimo gruppo grazie al raggiungimento del numero minimo richiesto di dieci membri, alla nuova formazione parlamentare viene "prestato" il senatore di Forza Italia Francesco Aracri.

### L'esperienza con Noi con l'Italia - UdC e la federazione con Forza Italia
Dopo aver rifiutato di confluire nel nuovo soggetto Noi con l'Italia, vi è l'adesione alla lista plurale che vede l'apporto dell'UdC e di altre formazioni minori, schierandosi nell'alveo della coalizione di centro-destra. La lista non riesce a superare la soglia di sbarramento del 3% nelle elezioni politiche in Italia del 2018, pertanto riesce ad esprimere solo i candidanti vincenti nei collegi uninominali: IDeA elegge un unico parlamentare, cioè il senatore Gaetano Quagliariello presso il collegio dell'Aquila.
Il 10 marzo tale esperienza si conclude, mentre il 23 marzo viene sottoscritto l'accordo federativo con Forza Italia.

### Regionali e comunali del 2019
A novembre, in vista delle elezioni regionali in Basilicata del 2019, Quagliariello  presenta con largo anticipo le liste di "IDeA- Un'Altra Basilicata" con il consigliere regionale centrista Nicola Benedetto: alle elezioni del 24 marzo 2019 la lista di IDeA ottiene il 4,18% ed elegge il consigliere Vincenzo Baldassarre che il 6 febbraio 2021 passerà a Fratelli d'Italia.
Alle regionali in Abruzzo del 10 febbraio 2019 IDeA è in lista con l’UDC e la nuova DC di Gianfranco Rotondi raccogliendo il 2,88% con un seggio spettante all’UDC.
Alle comunali di maggio/giugno 2019 IDeA conquista 3 seggi nella vittoria di Potenza (7,31%) e 2 in quella di Corato in Puglia (2,28%), 1 seggio a Giulianova (8,44%).

### La federazione con Cambiamo! e le regionali in Umbria
Nel settembre 2019 Quagliariello contribuisce al lancio di Cambiamo!, di Giovanni Toti, al quale il partito si federa immediatamente, istituendo i primi comitati promotori per iniziativa del consigliere Nicola Benedetto e del vice presidente del consiglio regionale della Basilicata Vincenzo Baldassarre.
Alle regionali in Umbria del 27 ottobre IDeA ha due candidati nella lista Tesei Presidente raccoglie il 3,93%: il sindaco di Scheggino Paola Agabiti, unica eletta, diventa assessore al bilancio (nel 2024 aderirà a FdI).

### L'adesione a Coraggio Italia, il lancio di Italia al Centro e le politiche del 2022
Il 26 maggio del 2021 Idea partecipa, con Cambiamo! e alcuni indipendenti perlopiù ex forzisti, alla formazione del movimento Coraggio Italia, guidato dal sindaco di Venezia, Luigi Brugnaro, di cui Quagliariello diventa vicepresidente il 14 luglio successivo. Il 23 dicembre dello stesso anno, nel gruppo misto del Senato, la componente IDeA-Cambiamo-Europeisti diventa IDeA-Cambiamo-Europeisti-Noi di centro (Noi Campani) dopo l'adesione al gruppo di Sandra Lonardo del partito democratico cristiano noi Di Centro. 
Il 26 marzo 2022 Gaetano Quagliariello e Giovanni Toti con una convention all'Acquario di Genova lanciano il nuovo partito Italia al Centro di cui il senatore diventa coordinatore nazionale. Contestualmente, Toti e Quagliariello abbandonano gli incarichi all'interno di Coraggio Italia, annunciando una federazione tra i due partiti, che continueranno a condividere gruppi parlamentari. Il 23 giugno lo scioglimento del gruppo di Coraggio Italia sancisce la definitiva rottura tra il partito di Brugnaro e Italia al Centro.
A seguito dell'inizio della campagna tesseramento di Italia al Centro, Cambiamo! e IDeA sopravvivono come entità sottostanti e fondatrici, ma cessano di emettere tessere e di utilizzare il proprio simbolo. 
In occasione delle elezioni politiche anticipate del 2022 il nuovo partito presenta Noi moderati, una lista comune insieme a Noi con l'Italia, Coraggio Italia e Unione di Centro nella coalizione di centro-destra. All'uninominale Quagliariello promuove la candidatura di Pino Bicchielli a Salerno.  Alle elezioni del 25 settembre la lista Noi moderati prende lo 0,91% alla Camera (255.505 voti) e lo 0,89% al Senato (244.363 voti) non riuscendo quindi a superare la soglia di sbarramento del 3% e ad eleggere propri parlamentari nei collegi plurinominali mentre in quelli uninominali la lista riesce a far eleggere 9 parlamentari (7 deputati e 2 senatori), tra i quali proprio Bicchielli alla Camera, che il 27 ottobre aderisce al gruppo Noi moderati (Noi con l'Italia, Coraggio Italia, UdC, Italia al Centro) - MAIE.

### La confluenza in Noi Moderati
Nel maggio 2023 Italia al Centro e Noi con l'Italia avviano la trasformazione di Noi Moderati in un partito politico strutturato. Il 17 ottobre 2023 Giovanni Toti viene eletto presidente del consiglio nazionale di Noi moderati composto da 150 membri.

## Ideologia
I suoi valori sono riconducibili alla democrazia cristiana e al moderno conservatorismo liberale.

## Nelle istituzioni

### XVII Legislatura

#### Camera dei Deputati
Nel Gruppo misto - componente: "UDC-IDEA"
| XVII legislatura |
| ---------------- |
| 2 deputati       |

- Eugenia Roccella
- Vincenzo Piso

#### Senato della Repubblica
Nel gruppo Federazione della Libertà
| XVII legislatura |
| ---------------- |
| 4 senatori       |

- Andrea Augello
- Luigi Compagna
- Carlo Giovanardi
- Gaetano Quagliariello

### XVIII Legislatura

#### Senato della Repubblica
Nel Gruppo misto - componente "IDeA-Cambiamo-Europeisti-Noi di centro (Noi Campani)"
| XVIII legislatura |
| ----------------- |
| 1 senatore        |

- Gaetano Quagliariello

## Risultati elettorali
| Elezione       | Elezione | Voti                               | %                                  | Seggi   |
| -------------- | -------- | ---------------------------------- | ---------------------------------- | ------- |
| Politiche 2018 | Camera   | Nella lista Noi con l'Italia - UDC | Nella lista Noi con l'Italia - UDC | 0 / 630 |
| Politiche 2018 | Senato   | Nella lista Noi con l'Italia - UDC | Nella lista Noi con l'Italia - UDC | 1 / 315 |

## Simbologia

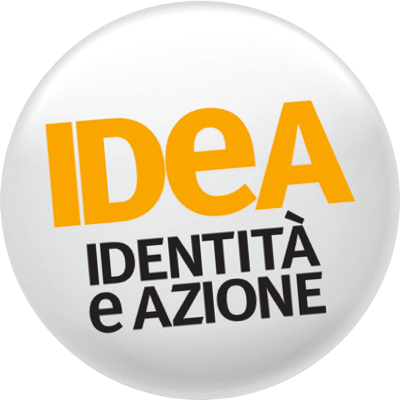
2015-2016
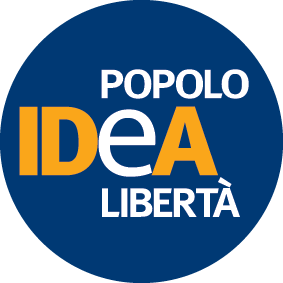
2017-2023
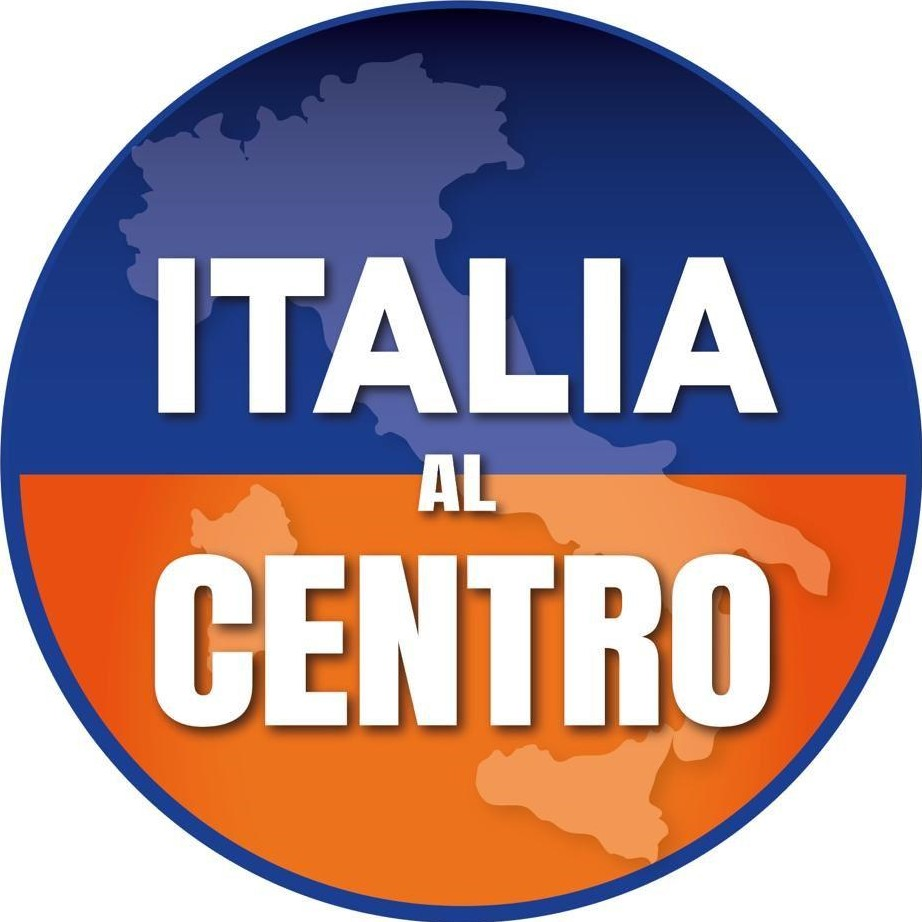
Simbolo statuario di Italia al Centro
Simbolo elettorale di Italia al Centro